# 恩克拉瓦王国
45°41′N 15°18′E / 45.683°N 15.300°E
恩克拉瓦王国（英語：Kingdom of Enclava）是以瓦辛奇维兹为代表的一群波兰人與中國裔企業家聯合（後者推行該國貨幣狗狗幣並擔任恩克拉瓦王國外交部長 （页面存档备份，存于）一職）于2015年4月23日創立的私人國家，面积约92.9平方米，在斯洛文尼亚和克罗地亚之间，已收到5,000份入籍申请，截至2015年5月，有134人获准加入该王国，將實行直接民主的總統制。
“恩克拉瓦王国”位于斯洛文尼亚的梅特利卡镇（Metlika）及克罗地亚首都萨格勒布往西约30英里的地方，当中一位建国者瓦辛奇维兹（Piotr Wawrzynkiewicz）表示，王国将打造一处不分国籍、肤色、宗教的乐土，国民享有言论自由，且无需缴税。
恩克拉瓦王国建国来势汹汹，虽然王国宪法仍在草拟中，但已计划使用虚拟货币，且提供5种官方语言，当中包含英语、波兰语、斯洛文尼亚语、克罗地亚语和中文。